# شترخوار (ورامین)
شترخوار (ورامین)، روستایی از توابع بخش پیشوا شهرستان ورامین در استان تهران ایران است.

## جمعیت
این روستا در دهستان بهنام سوخته جنوبی قرار دارد و براساس سرشماری مرکز آمار ایران در سال ۱۳۸۵، جمعیت آن ۳۴۰ نفر (۸۱خانوار) بوده‌است.